# Ahmad Hasan al-Bakr
Ahmad Hasan al-Bakr (arabiska: أحمد حسن البكر),[uttal saknas] född 1 juli 1914 i Tikrit i Irak, död 4 oktober 1982 i Bagdad i Irak, var en irakisk arméofficer och ledande politiker inom Baathpartiet. Han var Iraks president mellan 1968 och 1979.

## Biografi
Al-Bakr kom först till makten som Iraks premiärminister genom en arabnationalistisk kupp 1963, som avsatte presidenten Abd al-Karim Qasim. Han utmanövrerades redan samma år men återvände till makten genom en ny kupp 1968, som störtade president Abdul Rahman Arifs försvagade regim. Under al-Bakrs presidenttid kom hans kusin och vicepresident Saddam Hussein att utöva ett stort inflytande, däribland som chef för landets underrättelsetjänst, och under slutet av al-Bakrs regering fungerade denne som Iraks verklige härskare.
Inrikespolitiskt kom hans regeringstid att präglas av nationaliseringar av inhemska oljetillgångar samt en utbyggnad av Iraks utbildnings- och välfärdssektor. Utrikespolitiskt stod han för en kompromisslös politik gentemot Israel och ledde in Irak i det misslyckade Oktoberkriget 1973. Den antivästliga politik som inletts under Qasim fullbordades, då Irak till största del bröt med västblocket till förmån för förbättrade relationer med Sovjetunionen, med vilket al-Bakr slöt ett vänskapsavtal 1972. Mot slutet av sin regering inledde han förhandlingar med Syriens likasinnade president Hafez al-Assad i syfte att skapa en union mellan staterna under dennes ledning. Planerna omintetgjordes emellertid genom en av Saddam Hussein iscensatt statskupp i juli 1979, då al-Bakr tvingades avgå, formellt av hälsoskäl. Samtidigt försattes han i husarrest för resten av sitt liv och avled tre år senare, utan att den officiella dödsorsaken någonsin fastställts.